# 雷電V
《雷電V》（中国大陆又译作）是2016年MOSS開發的日系卷轴射擊遊戲，雷電系列正統第六作，2016年2月25日在Xbox One發售。2017年9月14日在PlayStation 4平台發售《雷電V：導演剪輯版》，2017年10月10日發售Windows版，2019年7月25日在任天堂Switch平台發售。

## 系統
作為雷電25周年紀念作，採取了較大變化，由於首先推出於Xbox ONE主機為了適應寬螢幕兩旁的留白區域，傳統是採用插畫和少數資訊呈現，本作則大幅利用兩區塊，右方有豐富的劇情說明文字達上萬字對白，豐富了劇情內容，左方則有大量戰鬥資訊並於左上加入了網路連線的喝采系統，時常會跳出網上其他玩家正在遊戲中的高分或吃到寶物表現，此時按Y鍵給予喝采便能累積喝采攻擊量表，集滿後能使出大威力絕招。遊戲中也穿插大量3D動畫，可說是針對寬螢幕的家用機時代特製化的雷電，不同於以往街機為主，之後移植家用為附帶的思維，適應了時代潮流中家用電腦或遊戲機表現已經不輸街機，在家遊戲者的增多。遊戲結局也採多線式結局發展，根據玩家遊戲中表現而定。而導演剪輯版支援二人遊玩，並分別於第3及第6關後新設獎勵關卡讓玩家嬴取獎品以增強戰機之續戰能力，所有角色的對白亦明顯有不同（但故事大意基本上相同）。
劇情設定為人類與水晶生命體的戰爭已爆發17年，世界聯合軍旗下「對水晶殲滅部隊（Vanquish Crystal Defense，簡稱VCD）」領頭羊號母艦艦長理查·麥斯威爾來到紐約曼哈頓區外圍，協助美軍處理於試航期間被水晶污染的新型巨大戰艦並掩護殘存美軍撤退。但由於是次污染事故比以往嚴重，情況更難以控制，故此請求VCD派出最終王牌---「雷電戰機」，一場人類與水晶生命體的大戰終於再次爆發了！！

## 雷電戰機

### 型號分類
雷電戰機分為三個不同型號，由日、美、法三國各自研發，各型號不但有該國的設計特色，而且偏重不同輔助武器系統，隨著遊戲進展將以樹狀科技方式升級主武器。戰鬥能力亦有不同的偏向，而且所有戰機採用護盾值系統（有如生命值，被擊中時只會損傷部分護盾，而不會像歷代般採用殘機數計算，但這意味著一旦戰機護盾完全受損扣至0時戰機即告摧毀並開始遊戲結束倒數）。
| 雷（Azuma） | 雷（Azuma） | 雷（Azuma） | 雷（Azuma） | 雷（Azuma） | 雷（Azuma） | 雷（Azuma） | 雷（Azuma） |
| --- | ----------- | ----------- | ----------- | ----------- | ----------- | ----------- | ----------- |
| 機體長度 | 機體闊度    | 機體高度    | 機體重量    | 型號        | 飛行速度    | 生產地      |             |
| 17.8m | 13.84m      | 5.63m       | 12527kg     | FT-00004A   | M9.8        | 日本        |             |
| 日本自衛隊委託國內的重工業公司所開發，以良好的機動性及平衡的攻擊性能為特徵，戰鬥力較平均。 為脫胎自歷代的雷電戰機而製造，其名稱意思為電流。 輔助武器為尋敵火箭。                       |             |             |             |             |             |             |             |
| 巨龍之魂（Spirit of dragon） |             |             |             |             |             |             |             |
| 機體長度 | 機體闊度    | 機體高度    | 機體重量    | 型號        | 飛行速度    | 生產地      |             |
| 19.6m | 16.65m      | 5.75m       | 18951kg     | FT-00002C   | M7.6        | 美國        |             |
| 美國海軍陸戰隊及空軍共同設計，採用軍工產業的最新技術，展現美軍威信的雷電戰機。 特別重視攻擊及防禦力，故此機動力稍低，猶如空中的坦克。 輔助武器為暴風飛彈。                             |             |             |             |             |             |             |             |
| 紅色風車（Moulin rouge） |             |             |             |             |             |             |             |
| 機體長度 | 機體闊度    | 機體高度    | 機體重量    | 型號        | 飛行速度    | 生產地      |             |
| 16.4m | 15.46m      | 5.34m       | 9080kg      | FT-00003B   | M11.5       | 法國        |             |
| 法國空軍所設計的戰機，採用流線型設計以擁有優秀的機動性，亦因而擅以空中纏鬥的戰法。 但亦因此機身設計較輕量化，火力及防禦力稍遜，對敵方大型單位的戰鬥會比較不利。 輔助武器為追截激光槍。 |             |             |             |             |             |             |             |

### 主要武器
於雷電II的三類武器為基礎上發展出另外三款分支武器，雷電戰機只能於各類型中選取其中一款武器作為配搭。
遊戲開始前皆以火神砲系列武器作為預設攻擊武器，其後於遊戲期間擊倒擁有武器升級寶石的敵軍補給機並將對應顏色的寶石拾取後將對應顏色之武器強化升級。
- 火神砲（紅）

廣角火神炮：實為雷電II的火神砲，為火神砲系列的基礎款式。

擺動火神炮：脫胎自廣角火神砲，攻擊角度比廣角火神炮小，但可隨戰機的左右擺動方式向移動方向進行奇襲。

動態火神炮：脫胎自廣角火神砲，但攻擊角度會根據戰機的動態而改變，故此只得3個方向的子彈射擊。
- 雷射（藍）

閃電雷射：實為雷電II的雷射，為雷射系列的基礎款式。

充能雷射：脫胎自閃電雷射，可進行充能後發出極強大的毀滅性雷射，但此武器充能需要時間。

反射雷射：脫胎自閃電雷射，利用水晶的稜鏡反射特性將雷射向四方八面分散攻擊。

- 離子電漿（紫）

彎曲離子：實為雷電II的離子電漿，為離子電漿系列的基礎款式。

抓擊離子：脫胎自彎曲離子，可於前方發出中短範圍的離子爪，當敵人攻來時這些爪子會自動抓住敵人進行摧毀。

追蹤離子：脫胎自彎曲離子，可發射多重的離子炮追擊敵人。

## 登場角色
理查·麥斯威爾（Richard Maxwell）
配音：山本兼平（日）╱ 山德·莫布斯（美）
42歲，身高182cm，美國人。世界聯合軍「對水晶殲滅部隊」領頭羊號母艦艦長，同時為雷電戰機部隊指揮官。
艾西莉亞·波特曼（Eshiria Portman）
配音：今村彩夏（日）╱ 星埜李奈（美）
26歲，羅馬利亞人。世界聯合軍「對水晶殲滅部隊」領頭羊號通信員，負責為雷電戰機提供資訊及後勤支援。
巴巴羅薩·霍克艾（Valbarossa Hawkeye）
配音：衣川里佳（日）╱ 莎拉·安妮·威廉斯（美）
28歲，身高174m，葡萄牙人。「巴巴羅薩海盜團」團長，為軍方非常棘手的對手之一。
於本作中被「SHIFT」組織委託偷走水晶，並試圖利用水晶的力量擊倒雷電部隊，但因海盜船遭污染及摧毀後被邀請上領頭羊號，並向麥克斯指揮官提供不少情報，甚至跟著「對水晶殲滅部隊」一同前往污染水晶發源地。
沃爾特·E·坎貝爾（Walter Erick Campbell）
配音：井上健一（日）╱ 埃里克·斯科特·吉姆勒（美）
32歲，身高175cm，英國人。世界聯合軍「兵器開發部」部長，軍階為上尉，但因不滿「對水晶殲滅部隊」對他的水晶強化兵器計劃持反對態度甚至摧毀相關兵器而創立「SHIFT」，甚至於第6關自己的秘密基地遭搗破時派出最新開發污染兵器挑戰「對水晶殲滅部隊」，最終的命運不得而知（根據戰後麥克斯指揮官所述，大概逃不掉評議會的審訊）。
赫爾加·林德沃姆（Helga Lindenbaum）
配音：天野真實（日）╱ 蘿拉·普斯（美）
54歲，身高168cm，德國人。國際和平議會議長，於第7關向麥克斯指揮官下達到宇宙摧毀污染水晶發源星球的任務。
於完美結局中麥斯威爾長官告訴艾西莉亞有關他與赫爾加議長之間認識的經過：赫爾加議長的兒子曾經是麥斯威爾長官的部下，儘管他之後陣亡了，赫爾加議長於自己的兒子葬禮上向麥斯威爾長官對她兒子一直以來的照顧作出感謝，而這是他們兩人首次見面。

## 關卡
一共有八個關卡，每關的BOSS機體由紅色水晶生命體來操控（但只有部分頭目顯示出來），前七關在地球戰場（但第七關後半部分戰鬥以及頭目戰則在太空進行），最後一關在外太空紅色水晶生命體發源地。
- 第一關（城市）

美軍的最新研發巨型飛行艦普蘭頓號於紐約曼哈頓地區試航時發生了被水晶污染的事故，不但對城市造成嚴重破壞，軍方亦傷亡慘重，故此向「對水晶殲滅部隊」的理查·麥斯威爾長官下達要求雷電戰機增援之請求，以協助軍方殘存者能安然撤退並將污染兵器摧毀…

該關的BOSS為一台試航中的新型巨型飛行艦「普蘭頓號（Platon）」，一上來會放出兩架小飛機，小飛機兩側的小槍管每隔一段時間發射自機狙，移動一定距離時，對準自機位置，朝自機位置發射直線固定彈，兩架小飛機被摧毀後，就要面對大型飛行基地了，機頭的左右兩邊的槍管發射自機狙，再往旁邊一點的話下方槍管發射的是自機狙，上方的三個槍管發射直線固定彈，兩邊槍管發射固定抵消彈，三發槍管右邊有兩個槍管，是用來發射自機狙的，機翼上方的槍管發射自機狙，先是右側，然後是左側，以此循環。
- 第二關（沙漠及礦洞）

美軍於中東的駐軍向「對水晶殲滅部隊」報告沙漠地區偵測到強烈的水晶反應，而且強烈程度直逼第一關時美軍巨型飛行艦被污染時的反應強度，故此麥斯威爾長官下令雷電戰隊飛往現場進行調查及清敵，並發現了一座位於廢墟洞窟內的水晶礦場，得知該礦場正在利用污染兵器採集水晶…

BOSS為礦場挖掘機艦「巨大角（Great Horn）」，第一形態的兩個雙管砲每隔一段時間發射自機狙，然後旋轉砲朝4個方向發射環繞彈+固定彈，然後BOSS鑽頭移動，旋轉一定角度期間發射鑽頭，發射完畢後對準中間，然後鑽頭突然撞向紅水晶，將撞碎的紅水晶引到自機處，但是撞碎的紅水晶也會對自機造成傷害，方向是左-右-左-右，然後依次循環，在此期間會有一些雜魚出現。
第一形態被打敗後，BOSS就會變形，隨後進入第二形態。第二形態的4個槍管每隔一段時間發射自機狙，同時鑽頭召喚雜魚這個時候雜魚無法被摧毀，發射用來封鎖走位的固定彈，發射完畢後，BOSS突然沖向螢幕底部，震下石頭砸向自機，震下的石頭位置是不固定的，然後鑽頭髮射直線反方向45度的固定彈如果玩家在中間，走位被封鎖了，過了一段時間後中間槍管發射固定彈。
- 第三關（港口）

經歷兩場的戰鬥以及於水晶礦場的調查後麥斯威爾長官對作為雷電戰機檢修總部的雲茨港下達撤退命令，並要求雷電戰機趕往當地迎敵。結果不安的事件發生了，不只雲茨港被污染兵器攻擊了，連雲茨港附近作為水晶回收點的蜜雪兒港亦遭到同樣的攻擊，從而證實水晶實為外星生命體…

BOSS為潛浮型水陸兩用戰機「克拉肯（Kraken）」，首先玩家要面臨的是BOSS第一形態，第一形態手臂上的三個小槍管發射固定彈，同時中間連接部分的槍管發射自機狙+偶數彈和自機狙+奇數彈的循環，然後後方砲管發射水雷，水雷會每隔一段時間自爆發射環繞彈+自機狙，然後伸開手臂，上方發射封鎖走位的固定彈，手臂裡面的槍管每隔一定角度發射固定彈，然後一直循環。
第一形態被擊破後，BOSS進入第二形態，此時BOSS的手臂靠後，每個手臂的槍管發射環繞彈+自機狙，然後潛入水底發射飛彈，然後伸開手臂，手臂兩側的槍管發射自機狙+奇數彈，同時邊邊的砲管發射彈速特別快的自機狙，然後一直循環，在這個形態中，會出現雜魚。
第二形態被擊破後，BOSS進入第三形態，此刻BOSS進入步行階段。旋轉器的三個方向的砲管發射固定抵消彈，同時四條機械腿的槍管發射自機狙，主砲發射固定彈，然後旋轉器邊旋轉邊發射環繞彈，然後旋轉器旋轉45度，主砲下方的砲管發射自機狙+奇數彈，同時底座中間的砲管發射速度特別快的環繞彈+自機狙，然後一直循環。
- 第四關（LHC設施）

麥斯威爾長官認為下一個攻擊地點會是位於法國的LHC設施，故此下令雷電戰機前往當地迎擊敵人力保LHC。雖然最後LHC設施保住了，但領頭羊號發生了失竊事件…

BOSS為附設兩部戰車的空戰機「火辣飛鳥（Spice Birds）」，第一形態主體部分的中間兩個槍管每隔一段時間發射自機狙，同時BOSS在移動一定距離時上方兩個槍管發射9次自機狙+奇數彈，然後兩翼部分充能發射自機狙，然後BOSS會根據自機所在方向旋轉45度，兩翼部分槍管發射斷續的固定彈，同時兩翼部分的紅色槍管發射隨機彈，然後一直循環，直到主體部分被摧毀，然後面對第二形態(也就是兩翼部分，這時兩翼會變成戰車衝入LHC)，兩翼部分的中間槍管發射自機狙，後方槍管發射環繞彈+自機狙，長槍管發射固定彈，然後長槍管對面的砲管發射自機狙。
- 第五關（海盜船）

領頭羊號上有水晶被偷竊，「巴巴羅薩海盜團」團長巴巴羅薩·霍克艾特意聯絡麥斯威爾長官承認竊匪身份並駕駛著她的海盜船往北冰洋方向逃走，故此雷電戰機立即進行追捕以奪回水晶，就在巴巴羅薩決定動用海盜船上的終極王牌兵器時她偷竊的水晶被激活並於眾人面前將兵器污染了，故此雷電戰機只好把事故擺平後邀請巴巴羅薩上領頭羊號交代她偷竊的背後真相…

BOSS由海盜船上意外發生污染的激光炮機組「黃蜂神炮（Blow of Hornet）」，第一形態BOSS左下角和右下角的槍管後方發射一段時間固定彈後發射環繞彈，同時中間的飛彈發射器每隔一段時間發射2枚飛彈(飛彈落地位置堆積)，然後左右兩邊的砲台各有3個，左右兩邊3個砲台發射順序是下-中-上，發射2次，發射的都是自機狙+奇數彈，然後左下角和右下角的槍管中間部分在對準自機後發射雷射，在第一階段期間，會有一些雜魚。
第一形態被擊破後，BOSS進入第二形態。第二形態左右兩邊主砲發射固定彈，同時中間上方機關槍發射自機狙+直線彈，然後BOSS通過紅水晶召喚雜魚，同時主砲上方的槍管發射自機狙+奇數彈，然後中間飛彈發射器在隨機位置發射多枚飛彈。第三階段左右兩邊主砲發射自機狙，巨大砲塔兩邊槍管發射環繞彈+固定彈，巨大砲塔在充能一段時間後發射雷射，然後一直循環。
- 第六關（SHIFT秘密基地）

巴巴羅薩被請上領頭羊號後供出幕後黑手為一個名叫「SHIFT」的組織，並且得知該組織以兵器開發部廢棄掉的一個研究設施作為秘密基地，故此派雷電戰機將該基地搗毀。而身為「SHIFT」的創立人坎貝爾上尉與麥斯威爾長官兩人針鋒相對互相爭論有關水晶強化兵器計劃的事，在基地被搗毀並開始撤離時坎貝爾上尉終於出動水晶強化兵器計劃的成功品挑戰雷電戰機…

BOSS為三部於貨運路軌上行駛的軌道坦克「梅西亞（Messiah）」，一開始BOSS以軌道坦克登場，BOSS前方的小槍管發射自機狙，然後上方的槍管和下方的槍管發射固定彈，同時上方槍管每隔一段時間發射自機狙，然後中間的砲台發射環繞彈，然後下方槍管的兩邊槍管發射自機狙，然後依次循環。
第一形態被擊破後，BOSS進入第二形態。第二形態的組裝機器有三種顏色，分別是紅色、黃色和綠色。相同攻擊是上方主砲發射不同大小的大玉+隨機彈，小槍管發射自機狙。不同的是紅色機器的三管砲發射環繞彈+固定彈，中間的槍管發射隨機彈。黃色機器中間兩邊槍管發射固定彈+自機狙，中間槍管發射自機狙+奇數彈，飛彈發射器發射飛彈(會有飛彈落地提示)，綠色中間槍管發射藍色火焰，中間槍管的小砲台發射彈速特別快的環繞彈。第二形態被擊破後進入第三形態，第三形態三種顏色全部出來，但是攻擊方式跟第二形態幾乎一模一樣。
- 第七關（森林太空站及大氣層外）

「SHIFT」的秘密基地終於被搗毀，坎貝爾上尉亦逃不過評議會的審訊。評議會議長赫爾加·林德沃姆亦根據「對水晶殲滅部隊」、「巴巴羅薩海盜團」以及「SHIFT」三方陣營對水晶有關的情報作出分析後對「對水晶殲滅部隊」全隊下令前往埃斯雷吉宇航中心前往位於太空的水晶生命體發源星球以消滅襲擊地球的水晶源頭。當雷電戰機升空到大氣層外時發現有大量太空垃圾，從而證實水晶生命體的污染事故原來早於多年前悄悄的於大氣層外發生了，並慢慢的蔓延至地球…

BOSS為宇宙垃圾拆解回收裝置「恩格爾（Angel）」，當六支腳全數摧毀後會以中間的核心部分進行反擊，再加以摧毀後會以頂部作為最後攻擊手段。
- 第八關（水晶生命體發源星球）

「對水晶殲滅部隊」全隊終於來到水晶生命體發源星球，麥斯威爾長官等人分析了此星球的所有情報後終於明白水晶襲擊地球的真相以及所有水晶被覺醒時的嚴重後果（即世界末日），故此賭上全隊戰力以及地球的未來與水晶生命體的源頭決一死戰…

BOSS為球狀戰鬥機械人，分3階段變形，但並非真正大BOSS。真正大BOSS為可令地球上所有水晶激活以毀滅地球的審判機，如果挑戰它的話則必須把所有武器升級至最強，擊倒後的最終結局為好結局，否則不但不能挑戰真正大BOSS，而且通關後會以壞結局（世界末日）收場。

## 外部連結
- 雷電V官方網站 （页面存档备份，存于）（日語）
- 雷電V Director’s Cut官方網站 （页面存档备份，存于）（日語）